# Grigorij Bojarinow
Grigorij Iwanowicz Bojarinow, ros. Григорий Иванович Бояринов (ur. 15 listopada 1922 we wsi Sukromla w obwodzie smoleńskim, zm. 27 grudnia 1979 w Kabulu) – radziecki dowódca wojskowy, kandydat nauk wojskowych, pułkownik KGB, dowódca ataku na pałac Amina w Kabulu (1979), Bohater Związku Radzieckiego.

## Życiorys
Miał wykształcenie średnie, od 1940 służył w Armii Czerwonej, w 1941 skończył oficerską szkołę piechoty w Swierdłowsku. Dowódca plutonu moździerzy na Froncie Północno-Zachodnim w wielkiej wojnie ojczyźnianej, w styczniu 1942 ranny, od 1942 członek partii komunistycznej. Od lutego 1942 służył w 9 pułku ochrony tyłów NKWD na Froncie Leningradzkim, Północno-Zachodnim i 2 Froncie Nadbałtyckim, zastępca szefa sztabu batalionu. Pod koniec wojny szef sztabu pogranicznej komendantury, od 1945 zastępca szefa sztabu – szef wydziału służby 106. oddziału pogranicznego Północno-Zachodniego Okręgu Pogranicznego w Tallinie, brał udział w zbrojnym zwalczaniu partyzanckich antykomunistycznych oddziałów tzw. Leśnych Braci w Estońskiej SRR.
W 1953 skończył studia w Wojskowym Instytucie MGB i został instruktorem w jednym z departamentów MGB, od 1955 w stopniu pułkownika. W 1959 skończył studia w Akademii Wojskowej im. Frunze w Moskwie i został kandydatem nauk wojskowych. Od 1961 wykładowca w Wyższej Szkole Czerwonego Sztandaru KGB im. F. Dzierżyńskiego, od 1969 prowadził kursy dla oficerów KGB. W grudniu 1979 wysłany do Afganistanu jako dowódca sił specjalnych „Zenit”, które przeprowadziły szturm na pałac prezydenta Hafizullaha Amina, zabijając go. Bojarinow zginął od przypadkowych kul własnych podkomendnych. 28 kwietnia 1980 pośmiertnie uhonorowany tytułem Bohatera ZSRR. Został pochowany na Cmentarzu Kuźminskim w Moskwie.

## Odznaczenia
- Złota Gwiazda Bohatera ZSRR (pośmiertnie w 1980)
- Order Lenina
- Order Czerwonego Sztandaru (11 maja 1942)
- Medal za Odwagę
- Medal „Za zwycięstwo nad Niemcami w Wielkiej Wojnie Ojczyźnianej 1941–1945”

I inne medale.